# イェータランド
イェータランド(Götaland [ˈjø̂ːtaˌland] ( 音声ファイル))とは、スウェーデンの地方区分の一つで、南部の10地方を指す。ノールランド、スヴェアランドと共にスウェーデンの歴史的地方区分を構成する。

## イェータランド内の地方
| ブレーキンゲ地方 Blekinge                  | イェータランド |
| ブーヒュースレーン地方 Bohuslän            | イェータランド |
| ダールスランド地方 Dalsland                | イェータランド |
| ゴットランド地方 Gotland                   | イェータランド |
| ハッランド地方 Halland                     | イェータランド |
| スコーネ地方 Skåne                         | イェータランド |
| スモーランド地方 Småland                   | イェータランド |
| ヴェステルイェートランド地方 Västergötland | イェータランド |
| エーランド地方 Öland                       | イェータランド |
| エステルイェートランド地方 Östergötland    | イェータランド |